# Fejervarya moodiei
Fejervarya moodiei es una especie  de anfibios de la familia Ranidae.

## Distribución geográfica
Se encuentra en las Filipinas.  